# Liste des fleuves des États-Unis
Liste des fleuves des États-Unis

## Liste des fleuves (continuité géographique)
Liste des fleuves des États-Unis dont le cours est supérieur ou égal à 100 kilomètres. L'ordre choisi (rang) parcourt la côte américaine dans le sens des aiguilles d'une montre en partant de la frontière canadienne (côté Atlantique). Les affluents ou sous-affluents sont précisés s'ils excèdent les 200 kilomètres.
| Nom                | rang | Embouchure (État) | Longueur (km) | Bassin versant (km²) | Principaux affluents (sous-affluents)                       | Caractères particuliers |
| ------------------ | ---- | ----------------- | ------------- | -------------------- | ----------------------------------------------------------- | --- |
| Saint-Laurent      | 1    | Canada            | +0001 140,    | +1 610 000,          | Raquette River, Oswegatchie                                 | Frontière internationale entre le Canada et les États-Unis (État de New York) dans sa partie occidentale.                                               |
| Saint-Jean         | 2    | Canada            | +0 000673,    | +0054 986,           | Aroostook                                                   | Prend sa source dans le Maine et sert de frontière avec le Canada sur une partie de son cours.                                                          |
| Saint Croix River  | 3    | Maine             | +0 000102,    | +0003 900,           |                                                             | Fleuve frontalier entre le Canada et les États-Unis sur tout son parcours.                                                                              |
| Penobcot           | 4    | Maine             | +0 000563,    |                      |                                                             | |
| Sheepscot River    | 5    | Maine             | +0 000106,    | +0022 300,           |                                                             | |
| Kennebec           | 6    | Maine             | +0 000270,    | +0015 200,           | Androscoggin                                                | |
| Saco River         | 7    | Maine             | +0 000219,    | +0015 200,           |                                                             | |
| Merrimack          | 8    | Massachusetts     | +0 000188,    | +0012 005,           |                                                             | |
| Connecticut        | 9    | Connecticut       | +0 000655,    | +0029 137,           |                                                             | |
| Housatonic         | 10   | Connecticut       | +0 000240,    | +0005 045,           |                                                             | |
| Hudson             | 11   | New York          | +0 000507,    | +0036 260,           | Mohawk                                                      | Frontière à l'embouchure entre l'État de New York et le New Jersey.                                                                                     |
| Passaic            | 12   | New Jersey        | +0 000129,    | +0002 422,           |                                                             | |
| Delaware           | 13   | New Jersey        | +0 000579,    | +0036 568,           |                                                             | Se jette dans la baie de la Delaware. |
| Pocomoke River     | 14   | Maryland          | +0 000106,    |                      |                                                             | |
| Nanticoke River    | 15   | Maryland          | +0 000103,    |                      |                                                             | |
| Choptank           | 16   | Maryland          | +0 000114,    | +0002 600,           |                                                             | Se jette dans la baie de Chesapeake. |
| Susquehanna        | 17   | Maryland          | +0 000715,    | +0071 225,           | West Branch                                                 | Se jette dans la baie de Chesapeake. |
| Patuxent River     | 18   | Maryland          | +0 000185,    | +0002 479,           |                                                             | |
| Potomac            | 19   | Maryland          | +0 000665,    | +0038 018,           | South Branch                                                | Se jette dans la baie de Chesapeake. |
| Rappahannock       | 20   | Virginie          | +0 000294,    | +0007 405,           |                                                             | Se jette dans la baie de Chesapeake. |
| James River        | 21   | Virginie          | +0 000560,    | +0027 019,           | Appomattox                                                  | Se jette dans la baie de Chesapeake. |
| Roanoke            | 22   | Caroline du Nord  | +0 000660,    | +0025 071,           | Dan River                                                   | |
| Tar River          | 23   | Caroline du Nord  | +0 000346,    |                      |                                                             | |
| Neuse River        | 24   | Caroline du Nord  | +0 000443,    | +0014 600,           |                                                             | |
| Cape Fear          | 25   | Caroline du Nord  | +0 000325,    |                      |                                                             | |
| Pee Dee            | 26   | Caroline du Sud   | +0 000375,    | +0018 702,           | Waccamaw River, Lumber River, Lynches River, Yadkin         | |
| Santee             | 27   | Caroline du Sud   | +0 000230,    |                      | (Catawba River, Broad River)                                | |
| Savannah           | 28   | Géorgie           | +0 000563,    | +0025 511,           |                                                             | Fleuve frontière entre la Géorgie et la Caroline du Sud.                                                                                                |
| Ogeechee           | 29   | Géorgie           | +0 000473,    | +0014 300,           |                                                             | |
| Altamaha           | 30   | Géorgie           | +0 000220,    | +0036 260,           | Ocmulgee ; Oconee                                           | 620 km avec l'affluent Ocmulgee |
| Satilla            | 31   | Géorgie           | +0 000418,    | +0010 000,           |                                                             | |
| Saint Marys        | 32   | Géorgie           | +0 000203,    |                      |                                                             | Fleuve frontière entre la Géorgie et la Floride. |
| Saint Johns        | 33   | Floride           | +0 000499,    | +0022 895,           |                                                             | |
| Caloosahatchee     | 34   | Floride           | +0 000121,    | +0003 570,           |                                                             | |
| Peace River        | 35   | Floride           | +0 000170,    | +0003 500,           |                                                             | |
| Myakka River       | 36   | Floride           | +0 000109,    | +0 000610,           |                                                             | |
| Withlacoochee      | 37   | Floride           | +0 000227,    | +0003 030,           |                                                             | |
| Suwannee           | 38   | Floride           | +0 000426,    |                      | Alapaha                                                     | |
| Aucilla            | 39   | Floride           | +0 000143,    | +0001 930,           |                                                             | |
| Ochlockonee        | 40   | Floride           | +0 000332,    | +0006 345,           |                                                             | |
| Apalachicola       | 41   | Floride           | +0 000180,    | +0050 500,           | Chattahoochee 430 km, Flint 240 km                          | |
| Choctawhatchee     | 42   | Floride           | +0 000227,    | +0013 900,           |                                                             | |
| Yellow River       | 43   | Floride           | +0 000190,    |                      |                                                             | |
| Conecuh            | 44   | Floride           | +0 000415,    |                      |                                                             | |
| Perdido            | 45   | Floride           | +0 000105,    |                      |                                                             | Fleuve frontière entre la Floride et l'Alabama. |
| Mobile River       | 46   | Alabama           | +00 00072,    | +0115 000,           | Alabama, Coosa, Tallapoosa, Tombigbee, Black Warrior        | |
| Pascagoula         | 47   | Mississippi       | +0 000130,    | +0023 000,           | Escatawpa, Chickasawhay, Leaf                               | |
| Pearl River        | 48   | Mississippi       | +0 000715,    | +0022 700,           |                                                             | Fleuve frontière entre le Mississippi et la Louisiane.                                                                                                  |
| Tangipahoa         | 49   | Louisiane         | +0 000196,    |                      |                                                             | |
| Tickfaw            | 50   | Louisiane         | +0 000182,    |                      |                                                             | |
| Amite River        | 51   | Louisiane         | +0 000188,    |                      |                                                             | |
| Mississippi        | 52   | Louisiane         | +0003 780,    | +3 238 000,          | Voir détail en section : Complexe Mississippi-Missouri      | |
| Vermilion          | 53   | Louisiane         | +0 000113,    |                      |                                                             | |
| Mermentau          | 54   | Louisiane         | +0 000116,    |                      |                                                             | |
| Calcasieu          | 55   | Louisiane         | +0 000322,    |                      |                                                             | |
| Sabine River       | 56   | Louisiane         | +0 000893,    | +0025 268,           | Neches                                                      | Fleuve frontière entre la Louisiane et le Texas. |
| Triniti            | 57   | Texas             | +0001 140,    | +0040 380,           |                                                             | |
| Brazos             | 58   | Texas             | +0002 060,    | +0116 000,           | Navasota River                                              | |
| San Bernard        | 59   | Texas             | +0 000190,    | +0004 800,           |                                                             | |
| Colorado           | 60   | Texas             | +0001 387,    | +0103 341,           |                                                             | |
| Lavaca River       | 61   | Texas             | +0 000174,    |                      |                                                             | |
| Guadalupe River    | 62   | Texas             | +0 000370,    | +0003 256,           | San Antonio River                                           | |
| Rio Nueces         | 63   | Texas             | +0 000507,    | +0041 439,           | Frio River                                                  | |
| Rio Grande         | 64   | Texas             | +0003 060,    | +0607 965,           | Pecos                                                       | 2e plus long fleuve des États-Unis, il sert de frontière internationale avec le Mexique. Il y est connu sous le nom de Rio Bravo.                       |
| Colorado           | 65   | Mexique           | +0002 330,    | +0629 100,           | Gila, Green River, San Juan, Dolores, Little Colorado, etc. | En aval, il marque la frontière entre le Nevada et l'Arizona puis entre la Californie et l'Arizona. Il se jette dans le Golfe de Californie au Mexique. |
| Tijuana River      | 66   | Californie        | +0 000193,    | +0004 532,           |                                                             | |
| San Luis Rey River | 67   | Californie        | +0 000111,    | +0001 443,           |                                                             | |
| Santa Ana River    | 68   | Californie        | +0 000154,    | +0006 900,           |                                                             | |
| Santa Clara        | 69   | Californie        | +0 000134,    | +0004 144,           |                                                             | |
| Santa Ynez River   | 70   | Californie        | +0 000148,    | +0002 321,           |                                                             | |
| Salinas            | 71   | Californie        | +0 000240,    | +0010 774,           |                                                             | |
| San Joaquin        | 72   | Californie        | +0 000530,    | +0083 000,           | Merced, Tuolumne                                            | Se jette dans la Baie de San Francisco mêlant son delta avec celui de Sacramento.                                                                       |
| Sacramento         | 73   | Californie        | +0 000615,    | +0069 930,           | Pit                                                         | Se jette dans la Baie de San Francisco mêlant son delta avec celui de San Joaquin.                                                                      |
| Russian River      | 74   | Californie        | +0 000161,    | +0003 846,           |                                                             | |
| Eel                | 75   | Californie        | +0 000322,    | +0009 542,           |                                                             | |
| Mad River          | 76   | Californie        | +0 000182,    | +0001 287,           |                                                             | |
| Klamath            | 77   | Californie        | +0 000423,    | +0040 795,           | Trinity                                                     | |
| Rogue              | 78   | Oregon            | +0 000322,    | +0013 400,           |                                                             | |
| Umpqua             | 79   | Oregon            | +0 000179,    | +0012 018,           |                                                             | |
| Siuslaw            | 80   | Oregon            | +0 000177,    | +0002 002,           |                                                             | |
| Siletz             | 81   | Oregon            | +0 000113,    | +0 000523,           |                                                             | |
| Nehalem River      | 82   | Oregon            | +0 000190,    | +0002 214,           |                                                             | |
| Columbia           | 83   | Oregon            | +0001 954,    | +0670 000,           | Snake, Kootenay, Deschutes, Willamette, Yakima              | Prend sa source au Canada. |
| Chehalis River     | 84   | Washington        | +0 000185,    | +0006 889,           |                                                             | |
| Quinault River     | 85   | Washington        | +0 000110,    | +0 000487,           |                                                             | |
| Nisqually          | 86   | Washington        | +0 000130,    | +0001 339,           |                                                             | |
| Skagit             | 87   | Washington        | +0 000240,    | +0006 900,           |                                                             | |

## Cours d'eau se déversant dans des lacs
Liste des cours d'eau des États-Unis se déversant dans un lac pour un cours égal ou supérieur à 200 kilomètres.
| Nom                | Déversoir      | État      | Longueur (km) | Bassin versant (km²) | Principaux affluents (sous-affluents) | Observations |
| ------------------ | -------------- | --------- | ------------- | -------------------- | ------------------------------------- | ------------ |
| Saint Louis River  | Lac Supérieur  | Minnesota | +0 000309,    | +0009 410,           |                                       |              |
| Peshtigo           | Lac Michigan   | Wisconsin | +0 000219,    |                      |                                       |              |
| Fox River          | Lac Michigan   | Wisconsin | +0 000322,    | +0016 651,           | Wolf River                            |              |
| Chicago River      | Lac Michigan   | Illinois  | +0 000251,    |                      |                                       |              |
| Saint Joseph River | Lac Michigan   | Michigan  | +0 000332,    | +0012 130,           |                                       |              |
| Kalamazoo          | Lac Michigan   | Michigan  | +0 000210,    | +0005 200,           |                                       |              |
| Grande Rivière     | Lac Michigan   | Michigan  | +0 000406,    | +0014 430,           |                                       |              |
| Au Sable           | Lac Huron      | Michigan  | +0 000208,    | +0005 000,           |                                       |              |
| Rivière Huron      | Lac Érié       | Michigan  | +0 000210,    | +0002 350,           |                                       |              |
| Maumee             | Lac Érié       | Ohio      | +0 000209,    |                      |                                       |              |
| Sandusky           | Lac Érié       | Ohio      | +0 000240,    |                      |                                       |              |
| Black River        | lac Ontario    | New York  | +0 000201,    |                      |                                       |              |
| Oswego             | lac Ontario    | New York  | +00 00038,    | +0013 266,           |                                       |              |
| Genesee River      | Lac Ontario    | New York  | +0 000253,    | +0006 475,           |                                       |              |
| Kissimmee          | Lac Okeechobee | Floride   | +0 000215,    | +0007 600,           |                                       |              |
| Bear River         | Grand Lac Salé | Utah      | +0 000561,    | +0018 200,           |                                       |              |
| Weber River        | Grand Lac Salé | Utah      | +0 000201,    | +0004 214,           |                                       |              |

## Complexe Mississippi-Missouri
Liste des affluents du Mississippi dont le cours est égal ou supérieur à 200 kilomètres. Pour les sous-affluents de rang 2 et au-delà seuls les cours de 500 kilomètres au moins sont recensés.
| Affluent                          | sous-Affluent 2e rang | sous-Affluent 3e et 4e rang  | Observations |
| --------------------------------- | --- | ---------------------------- | ------------ |
| Missouri (d) - 4 090 km           | Milk 1 173 km James River 1 143 km Yellowstone 1 080 km Petit Missouri 901 km White River 816 km Niobrara 692 km Osage 579 km | Bighorn 745 km Powder 604 km |              |
| Arkansas (d) - 2 334              | Canadian 1 216 km Cimarron 1 123 km Neosho 745 km                                                                             | North Canadian River 710 km  |              |
| Rivière Rouge (d) - 2 189         | Ouachita 973 km |                              |              |
| Ohio (g) - 1 579                  | Cumberland 1 106 km Tennessee 1 046 km Wabash 765 km Allegheny 523 km Licking 515 km                                          |                              |              |
| White River (d) - 1 162           | |                              |              |
| Des Moines (d) - 845 km           | |                              |              |
| Saint Francis (d) - 760 km        | |                              |              |
| Wisconsin (g) - 682 km            | |                              |              |
| Minnesota (d) - 534 km            | |                              |              |
| Big Black (g) - 531 km            | |                              |              |
| Kaskaskia (g) - 523 km            | |                              |              |
| Iowa (d) - 482 km                 | Cedar River - 544 km |                              |              |
| Rock (g) - 459 km                 | |                              |              |
| Illinois (g) - 439 km             | |                              |              |
| Meramec (d) - 350 km              | |                              |              |
| Yazoo (g) - 302 km                | |                              |              |
| Atchafalaya (d) - 270 km          | |                              |              |
| Rivière Sainte-Croix (g) - 264 km | |                              |              |
| Black River (g) 257 km            | |                              |              |

## Fleuves de l'Alaska
Liste des fleuves et affluents de l'Alaska dont le cours est égal ou supérieur à 300 kilomètres. Hawaï ne présente aucun fleuve excédant les 100 kilomètres.
| Nom       | rang | Déversoir         | Longueur (km) | Bassin versant (km²) | Principaux affluents                                                              |  |
| --------- | ---- | ----------------- | ------------- | -------------------- | --------------------------------------------------------------------------------- |  |
| Stikine   | 1    | Océan Pacifique   | +0 000540,    | +0052 000,           |                                                                                   |  |
| Alsek     | 2    | Océan Pacifique   | +0 000386,    |                      |                                                                                   |  |
| Copper    | 3    | Océan Pacifique   | +0 000480,    | +0063 000,           |                                                                                   |  |
| Susitna   | 4    | Océan Pacifique   |               |                      |                                                                                   |  |
| Nushagak  | 5    | Mer de Béring     | +0 000450,    |                      |                                                                                   |  |
| Kuskokwim | 6    | Mer de Béring     | +0001 110,    | +0120 000,           | Johnson River, Stony                                                              |  |
| Yukon     | 7    | Mer de Béring     | +0003 185,    | +0523 800,           | Tanana 1 060 km, Innoko, Iditarod, Koyukuk, Nowitna River, Porcupine, White River |  |
| Kobuk     | 8    | Détroit de Béring | +0 000451,    | +0032 000,           |                                                                                   |  |
| Noatak    | 9    | Détroit de Béring | +0 000676,    | +0026 000,           |                                                                                   |  |
| Kokolik   | 10   | Océan Arctique    | +0 000320,    |                      |                                                                                   |  |
| Ikpikpuk  | 11   | Océan Arctique    | +0 000314,    |                      |                                                                                   |  |
| Colville  | 12   | Océan Arctique    | +0 000560,    |                      | Awuna                                                                             |  |